# Quartier des Chalets
Le quartier des Chalets ou Chalets-Concorde est un quartier de Toulouse, situé à immédiate proximité du centre historique. Il est délimité par les boulevards de Strasbourg et d'Arcole (au sud), le canal du Midi (au nord), l'avenue Honoré-Serres à l'ouest et la rue Matabiau à l'est.

## Historique
Anciennement faubourg Arnaud-Bernard, le quartier s'est principalement développé à partir de la fin du XIXe siècle, après la construction de la gare Matabiau.
De grands hôtels particuliers de type néo-gothiques s'y construisent (notamment les hôtels de la famille Job, la maison dite du Verrier ou Castel-Gesta) ; ils voisinent avec des îlots d'habitat plus dense, des maisons basses dites toulousaines caractéristiques des faubourgs de la ville, et des demeures bourgeoises avec jardin dont la rue des Chalets offre quelques exemples caractéristiques.
Le quartier des Chalets est aujourd'hui un quartier résidentiel aisé prisé par les familles et les jeunes cadres. Bien qu'il eût souffert d'une mauvaise réputation due à sa proximité avec la rue Bayard et le quartier de Matabiau.
Sur la rue de la Concorde, le Café de la Concorde est l'un des plus vieux estaminets de Toulouse encore existant.

## Lieux et monuments
- La maison dite du Verrier ou château des Verrières, ou Castel-Gesta est un monument historique classé depuis 1991, situé 22 avenue Honoré-Serres et rue Godolin (Goudouli).

Tourelles, gargouilles, encorbellements, balcons, encadrements de portes, sont repris dans d'autres « villas castellisées » de la ville.
Quelques riches propriétaires voulurent rivaliser avec Gesta, et notamment, dans le quartier, la famille dite Job (du nom de l'entreprise JOB) pour la construction de 
- l'hôtel Job-Marsan, de style Renaissance, sur l'actuel boulevard de Strasbourg (derrière les façades des immeubles haussmanniens)[1].

- La fontaine Clémence Isaure ou La Poésie romane, place de la Concorde. Œuvre de Léo Laporte-Blairsy, elle a été inaugurée le 3 mai 1913 à l'occasion de l'anniversaire des premiers jeux floraux[2].

- Au 34 rue des Chalets, se trouve l'Institut Cervantes de Toulouse et sa belle demeure.

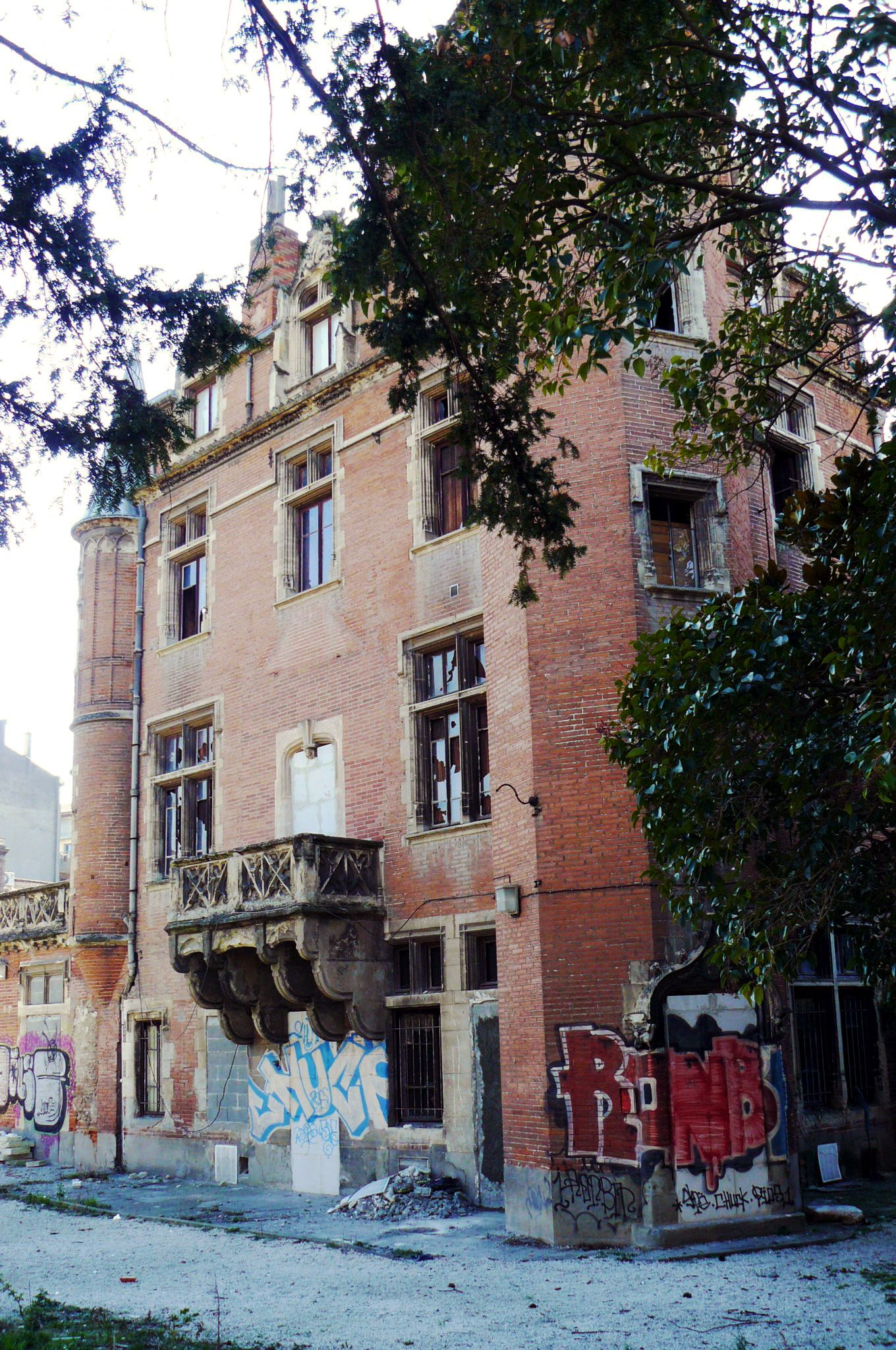
Le Château des Verrières en février 2009